# Cokato
Cokato är en stad (city) i Wright County i Minnesota. Vid 2010 års folkräkning hade Cokato 2 694 invånare.